# Кварчия, Омар Иванович
Омар Иванович Кварчия (абх. Омар Кәарҷиа; 1962, Ткварчели — 10 июня 2008, Сухум) — абхазский общественный и политический деятель, депутат Народного собрания Республики Абхазия, кандидат экономический наук.

## Биография
Родился в 1962 году в городе Ткварчели. Первый президент Федерации настольного тенниса Республики Абхазия (создана в 2003 году).
Являлся депутатом Народного собрания Республики Абхазия. Был председателем парламентского комитета по бюджету, кредитным организациям, налогам и финансам.
Учился в Академии Управления при президенте Российской Федерации.
10 июня 008 года скоропостижно скончался в Сухуме (Сухуми) от сердечного приступа.
В память о первом президенте Федерации по настольному тенису, в Сухуме проходят ежегодные открытые международные фестивали.

## Семья
Жена и четверо детей.